# Sympistis penthica
Sympistis penthica là một loài bướm đêm trong họ Noctuidae.